# Moombahton
Genres dérivés
Moombahcore, moombahsoul, moombahtrap, moombahfunk, moombahstyle
Genres associés
Electro house, dutch house, reggaeton, moombahcore, moombahsoul, moombahtrap, moombahfunk, moombahstyle, reggaestep, hybrid trap, latin house, tropical house, house, dubstep, glitch-hop, glitch pop, rave, reggae
Le moombahton est un genre de fusion musical entre la house et le reggaeton, créé par le disc jockey et producteur américain Dave Nada (né David Villegas) à Washington, DC, en 2009. Musicalement, il mélange les origines rythmiques de la dutch house ou de l'electro house, le tempo ralenti du reggaeton, habituellement entre 108 et 115 battements par minute (BPM), accompagnées de percussions en provenance du reggaeton. D'autres caractéristiques du genre comprennent notamment de grosses basses. Nada invente le nom du genre par un jeu de mots entre « Moombah » (un titre composé par DJ Chuckie) et « reggaeton » (lui-même dérivé des mots « reggae » et du suffixe espagnol -on signifiant « grand »).

## Histoire
Le moombahton est créé par Dave Nada à la fin 2009, tandis qu'il mixait lors d'une soirée organisée dans le lycée de son cousin à Washington, DC. Il mélange de la musique house à de la musique électronique, qu'il avait prévu de jouer avec du dancehall et de la bachata ; il ralentit le tempo du titre Moombah, originellement composé par DJ Chuckie et remixé par Afrojack, de 128 à 108 BPM, afin de créer ce qui deviendra la base du genre. Entre fin 2009 et début 2010, Nada travaille sur un extended play de cinq titres moombahton, publié en mars 2010, avec l'aide de DJ Ayres et DJ Tittsworth au label discographique T&A Records.
Ne figurant pas comme du moombahton, le fait de mélanger des percussions reggae, dancehall et reggaeton à des éléments de musiques électroniques remonte à beaucoup plus loin que Dave Nada,. Des artistes ayant déjà fusionné ces types de musiques entre elles incluent Nadia Oh, El General, Masters at Work, Munchi, Luny Tunes, et Jowell and Randy.
Le moombahton est déjà incorporé dans d'autres styles musicaux dérivés comme le moombahcore, un genre de fusion musical mélangeant tempo et percussions du moombahton aux sons distordus du brostep. En janvier 2012, Beatport lance une liste des meilleures chansons moombahton en 2011. Nada, le créateur du Moombahton, et son collaborateur Matt Nordstrom (sous le nom de Nadastrom ; qui a joué avec Skrillex en 2011) sont actuellement basés à Los Angeles, mais reviennent régulièrement à Washington pour jouer dans des grandes soirées moombahton qu'ils ont organisé en 2010 au U Street Music Hall.
En 2016, plusieurs artistes de K-pop incluent du moombahton dans leurs chansons, tels que Jay Park avec Me Like Yuh, NCT 127 avec Fire Truck, Blackpink avec Whistle ou encore BTS avec Blood, Sweat and Tears.

## Sous-genres

### Moombahcore
Le Moombahcore, aussi appelée Moombahstep, est un style de moombahton incorporant des influences dubstep. Outre des éléments incorporés de dutch house, comme le fait le moombahton, le moombahcore fusionne également des éléments de gabber, breakcore, techstep et dubstep,. Le moombahcore utilise souvent des oscillations de basses, de la synthèse FM, de lignes de basse déformées, de sons agressifs, de violentes batteries, et de percussions complextro. Bangarang de Skrillex, comprenant le tempo du moombahcore et de nombreux autres styles, est bien connue de ce genre. Des artistes comme Noisia, Dillon Francis, Knife Party, Flux Pavilion, Pegboard Nerds, Savant, Zomboy et Skrillex aident ce nouveau sous-genre à gagner en popularité.

### Moombahsoul
La moombahsoul aussi appelée moombahdeep ou ambient moombahton est un sous-genre qui mêle deep house et soul, en plus d'autres genres comme la dutch house, l'electro house, la house, partageant aussi le reggaeton, la salsa, le reggae et la latin house.